# 五山镇 (乐昌市)
五山镇，是中华人民共和国广东省韶关市乐昌市下辖的一个乡镇级行政单位。

## 行政区划
五山镇下辖以下地区：
青岭村、石下村、山溪村、坪田村、牛头洞村、小山村、嶂下村、麻坑村、文书村、大乐村和沙田村。